# 薩爾布呂肯城堡

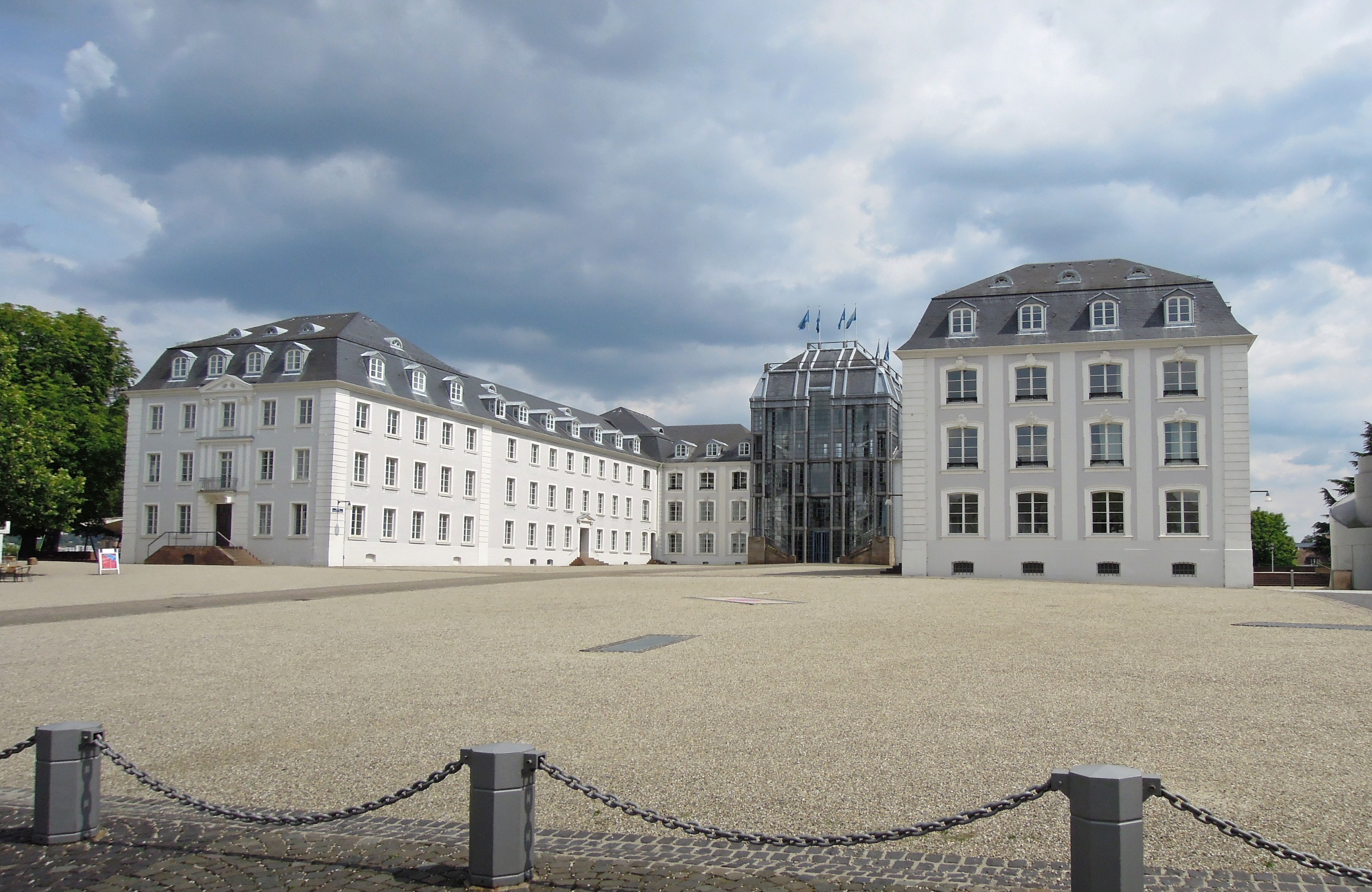
薩爾布呂肯城堡

薩爾布呂肯城堡（德語：Schloss Saarbrücken） 是位於德國薩爾蘭州首府薩爾布呂肯的一座巴洛克式城堡。現在的建築在歷史上曾是一座中世紀城堡和文藝復興城堡。而現在的城堡建築則主要修建於18世紀時期。

## 外部連結
- Literature about Saarbrücken Castle in the Saarlandic Bibliographies]
- Alfred Werner Maurer: Die Baugeschichte des Saarbrücker Schlosses und deren Erforschung （页面存档备份，存于）
- Casemates below Saarbrücken Castle （页面存档备份，存于）

49°13′48.4″N 6°59′33.0″E / 49.230111°N 6.992500°E